# Österrikes bidrag i Eurovision Song Contest

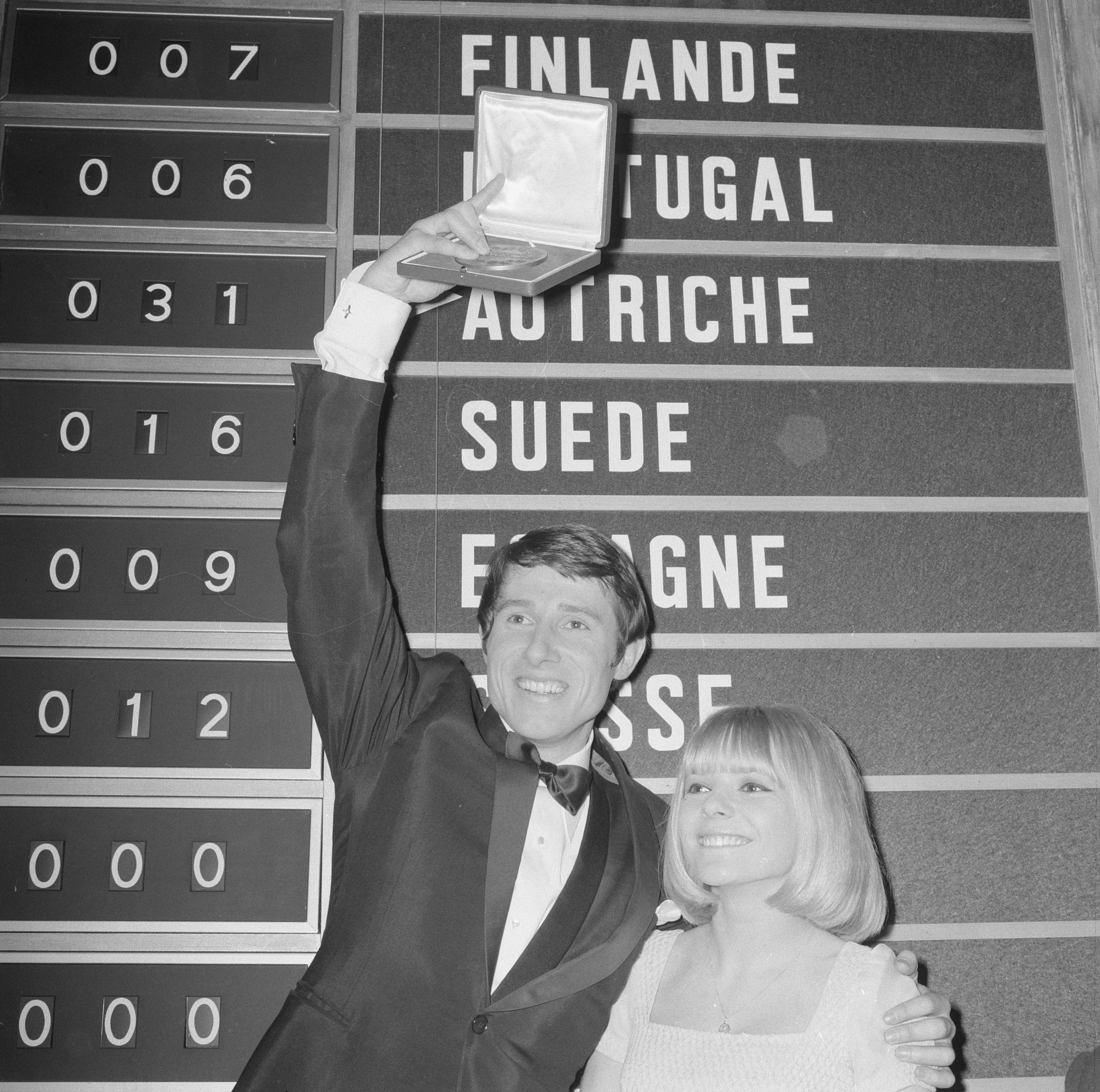
Udo Jürgens i Luxemburg 1966

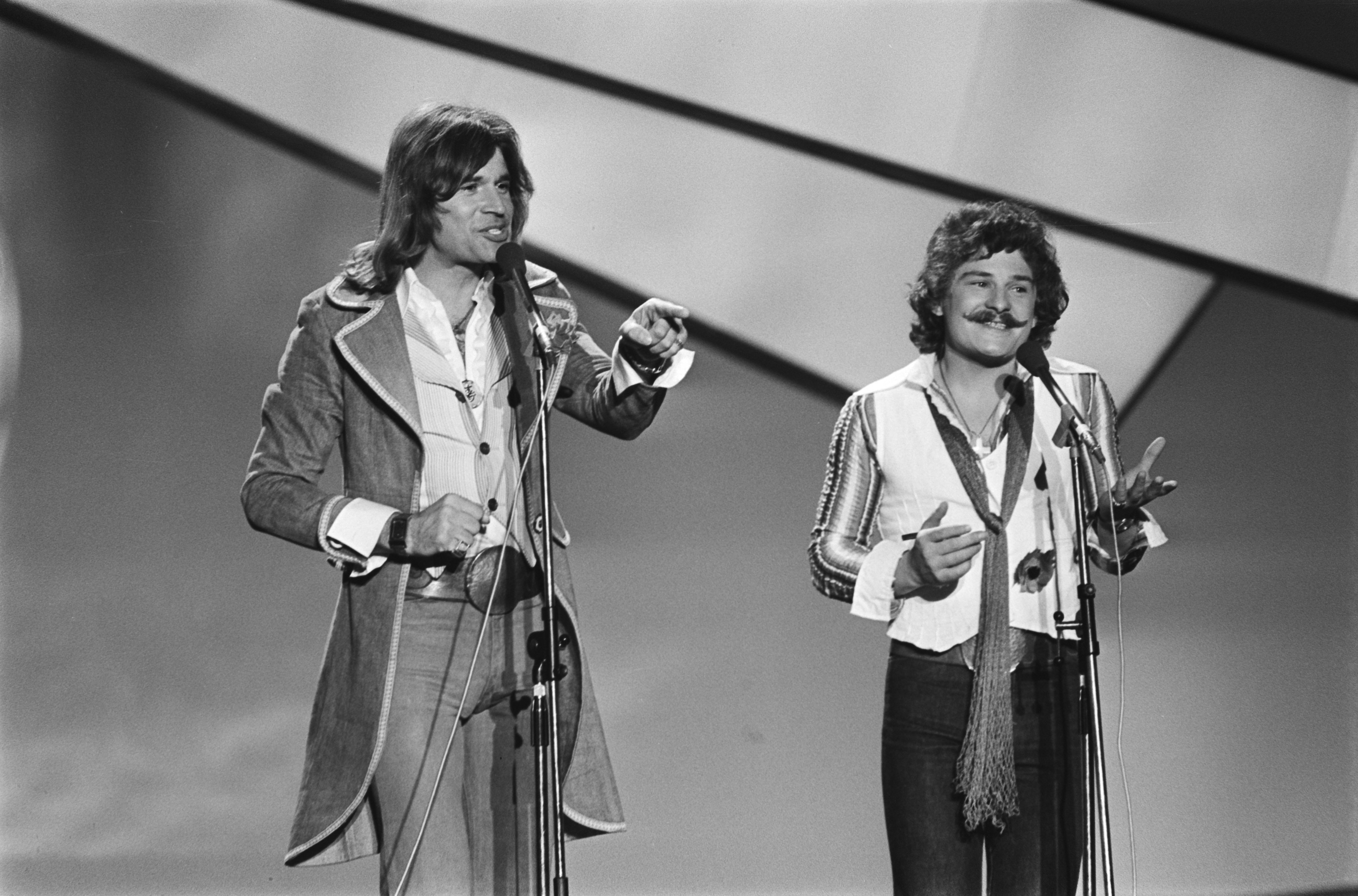
Waterloo & Robinson i Haag 1976

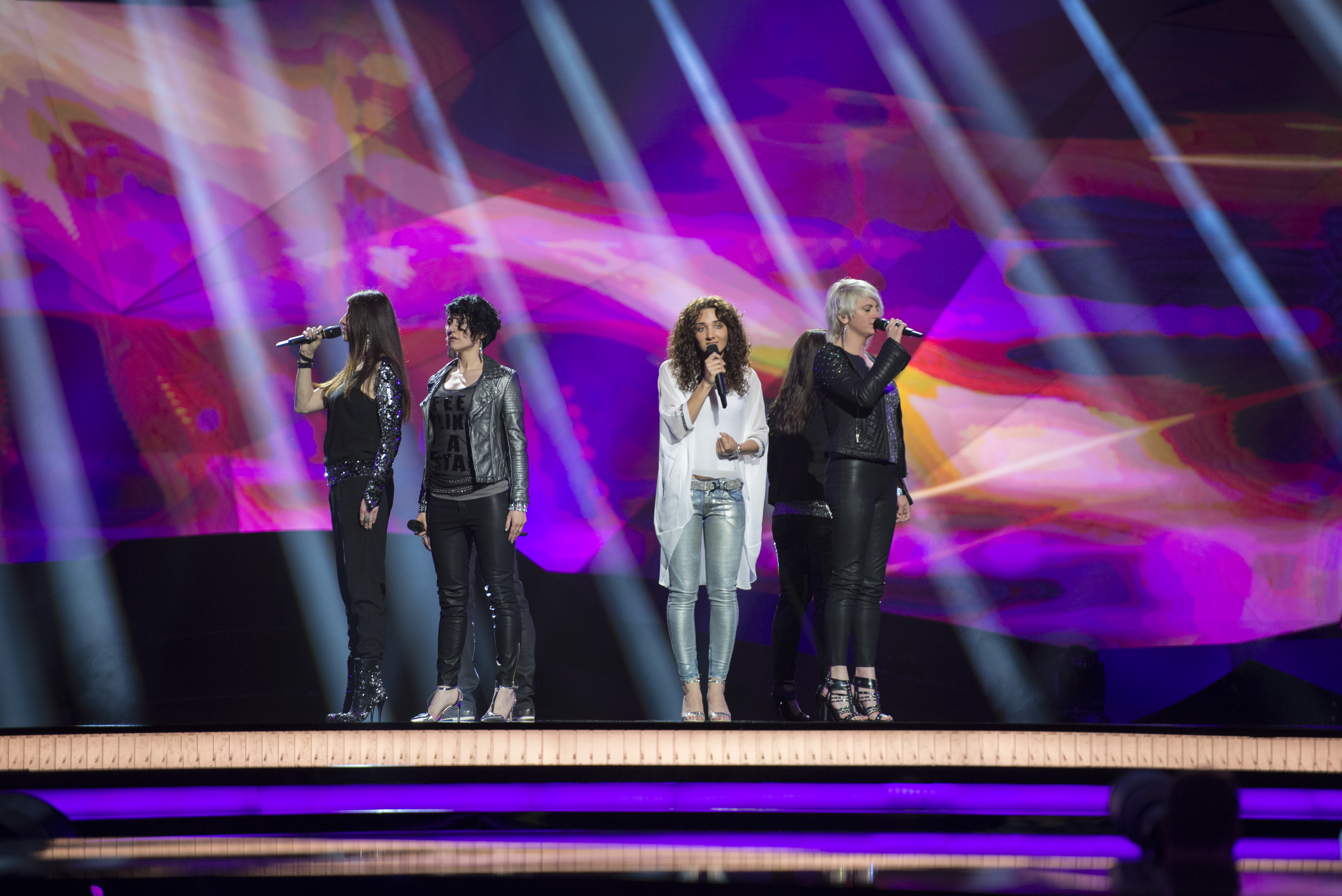
Natália Kelly i Malmö 2013

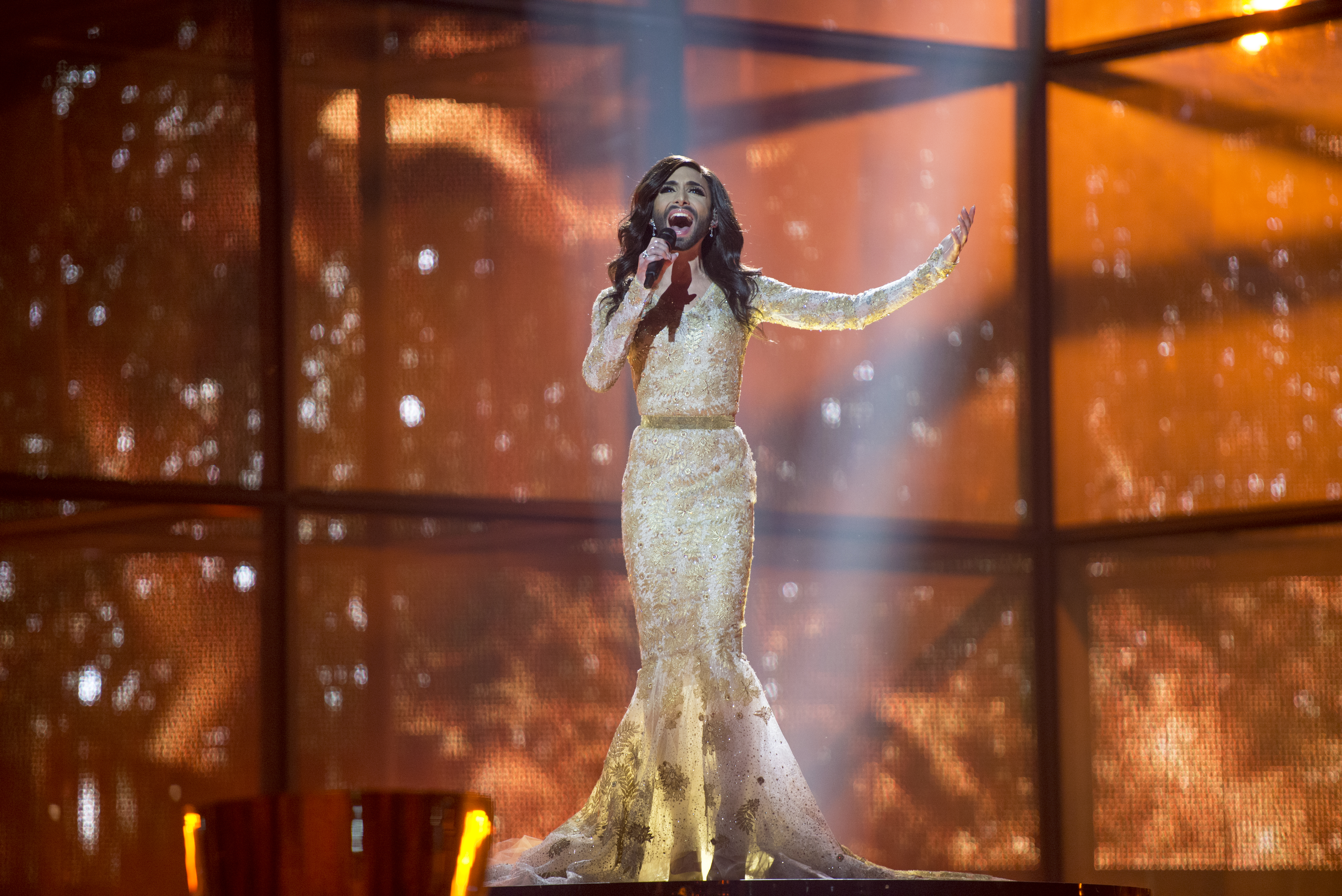
Conchita Wurst i Köpenhamn 2014

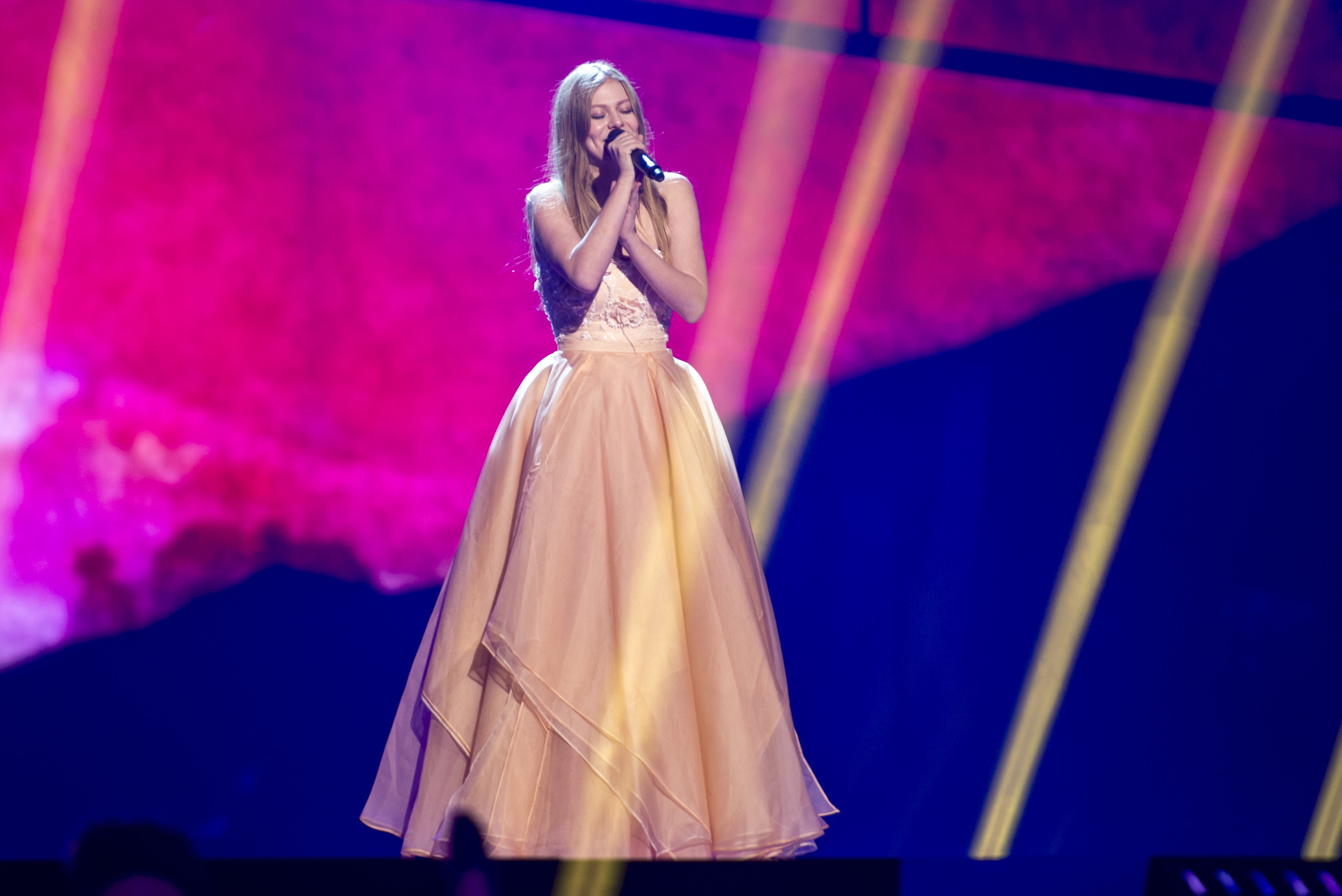
Zoë Straub i Stockholm 2016

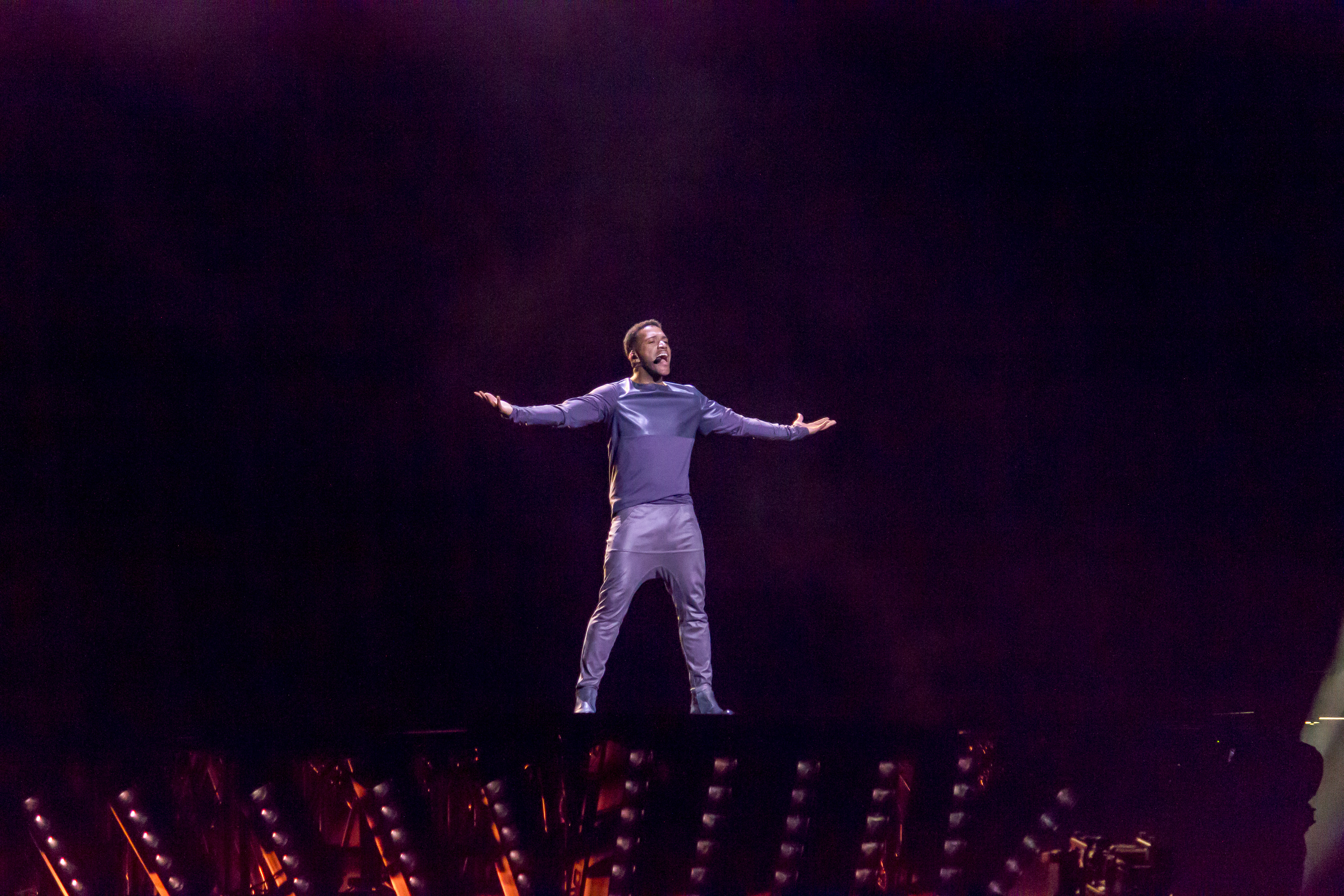
Cesár Sampson i Lissabon 2018

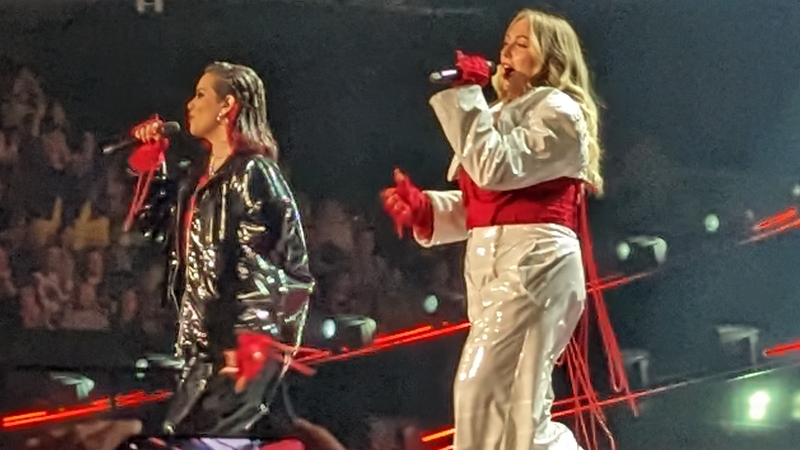
Teya & Salena i Liverpool 2023

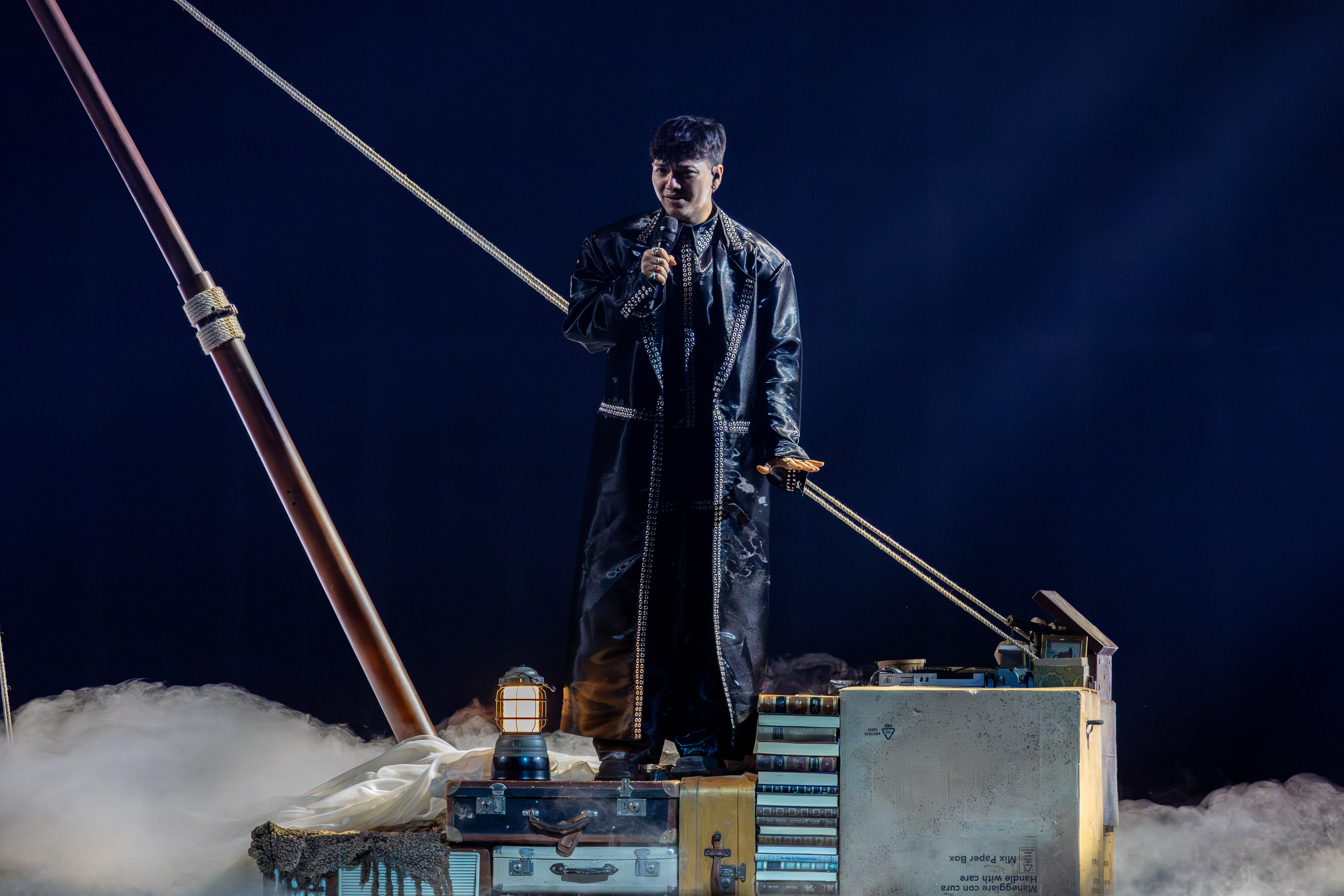
JJ i Basel 2025

Österrike debuterade i Eurovision Song Contest 1957 och har till och med 2025 deltagit 57 gånger. Det österrikiska tv-bolaget ORF har ansvarat för Österrikes medverkan varje år sedan 1957. Genom åren har Österrike varierat sitt sätt att utse artisten och bidraget, antingen genom internval eller en nationell tävling.
Österrike har hittills stått som segrare i tävlingen vid tre tillfällen; 1966, 2014 och 2025. Förutom segrarna har Österrike stått på pallplats ytterligare en gång; en tredje plats i finalen år 2018.

## Österrike i Eurovision Song Contest

### Historia
Österrike gjorde debut i tävlingen 1957 då tävlingen arrangerades i Frankfurt i grannlandet Västtyskland. På debutåret kom man sist i finalen, och därefter kom man sist igen åren 1961 och 1962. Udo Jürgens representerade landet tre år i rad mellan åren 1964–1966. 1964 slutade han sexa och 1965 slutade han fyra i finalen. Vid hans tredje och sista försök segrade han med låten Merci Chérie vilket blev Österrikes första seger i tävlingen. Detta gjorde att Österrike fick äran att arrangera tävlingen 1967 i Wien. Perioden mellan åren 1967–2003 gick det överlag dåligt för Österrike i tävlingen med, för det mesta, dåliga placeringar. Som bäst under denna perioden kom man på femte plats vid tre tillfällen; 1972, 1976 och 1989. Österrike hade också slutat sist fyra gånger; 1979, 1984, 1988 och 1991. Österrike uteblev även från tävlingen under ett flertal tillfällen av olika anledningar. Österrike deltog inte i tävlingen åren 1969–1970, 1973–1975, 1998 och 2001. 2003 skickade Österrike ett av sina mest uppmärksammade bidrag då Alf Poier med låten Weil der Mensch zählt representerade landet i Riga. Det minnesvärda framträdandet handlade om hur människan förstör naturen och att hon borde ta mera hänsyn till djuren. Med sig på scenen hade han pappdockor i naturlig storlek som föreställde djur spelandes musikinstrument. Poier hade sagt på förhand att det viktiga var att deltaga, inte att vinna. Bidraget fick utstå viss kritik. I exempelvis Norrköpings Tidningar kallades Poier för en "lokal byfåne", och det menades att det var obegripligt att ett sådant bidrag skulle kunna ställa upp i tävlingen. Bidraget fick en överkryssad spårvagn (vilket kan jämföras med en överkryssad geting i Expressen). Bidraget gick dock hem i Europa och fick ihop 101 poäng, vilket gav en sjätteplats. 
Vid semifinalens införande 2004 var Österrike det året direktkvalificerade till finalen tack vare Alf Poiers sjätteplats året före. Enligt dåvarande system direktkvalificerade sig samtliga topp tio länder till finalen året därpå. I finalen i Istanbul 2004 slutade pojkbandet Tie Break på tjugoförsta plats vilket ledde till att Österrike behövde vara i semifinalen året därpå. 2005 var första gången landet tävlade i semifinalen och representanterna i folkmusikgruppen Global Kryner lyckades inte ta sig vidare till finalen. Det dåliga resultatet ledde till att landet inte skickade någon representant 2006. 2007 återvände man till tävlingen men slutade näst sist i semifinalen med bara fyra poäng. Därefter drog sig landet ur tävlingen igen. Det nationella TV-bolaget ORF hävdade att tittarsiffrorna är låga i landet och att det är lönlöst att skicka talangfulla artister till tävlingen, då de ändå får låga placeringar. Landet deltog inte i tävlingen 2008 i Belgrad, men visade den i direktsändning. Inte heller 2009 och 2010 medverkade de. EBU arbetade för att få tillbaka landet till 2010, men de valde att inte ställa upp. Däremot efter Tysklands vinst år 2010 började rykten tala för att Österrike var intresserade av att återkomma. Under sommaren 2010 bekräftade TV-bolaget ORF att Österrike skulle skicka en representant år 2011. När Österrike kvalade sig till finalen 2011 var det första gången på sju år då Österrike nådde finalen. Det tog därefter tre år tills Österrike skulle vara i final igen, 2014, då man skickade Conchita Wurst som framförde låten Rise Like a Phoenix. Wurst gick hela vägen till seger och Österrike tog sin andra seger i tävlingen efter 48 års väntan. Österrike fick arrangera tävlingen 2015 på hemmaplan i Wien, men värdnationen slutade på delad sista plats tillsammans med Tyskland där båda länderna blev poänglösa. Det var första gången sedan 1958 som ett värdland och regerande mästarland kom sist i tävlingen (vid det tillfället fick dock det då aktuella landet, Nederländerna, en poäng) och första gången i historien som ett sådant land inte fick en enda poäng. Efter det kvalade sig Österrike till finalen samtliga år fram till och med 2018. 2018 kom Österrike på pallplats där man hamnade trea med bidraget Nobody but You framförd av Cesár Sampson. Resultatet är Österrikes första tredje plats och enda pallplacering bortsett från segrarna i tävlingen. 

### Nationell uttagningsform
Österrike har genom åren använt olika sätt att välja ut bidraget för tävlingen. Metoderna som använts är bland annat; uttagningsprocess med semifinaler och final där både artist och bidrag väljs ut, en final där artist och bidrag väljs ut, artisten väljs ut internt medan bidraget utses genom en final där jury och/eller telefonröster avgör. Österrike har vid många tillfällen utsett både artist och bidraget helt internt av TV-bolagen. Sedan 2017 utses artist och bidrag internt av TV bolaget. 

## Resultattabell
| 1 | Vinnare                            |
| 2 | Andra plats                        |
| 3 | Tredje plats                       |
| ◁ | Sista plats                        |
| X | Ett bidrag valdes men tävlade inte |

| År                               | Artist                | Bidrag                              | Språk             | Final              | Poäng              | Semi               | Poäng              |
| -------------------------------- | --------------------- | ----------------------------------- | ----------------- | ------------------ | ------------------ | ------------------ | ------------------ |
| 1957                             | Bob Martin            | Wohin, kleines Pony?                | Tyska             | 10                 | 3                  | Inga semifinaler   | Inga semifinaler   |
| 1958                             | Liane Augustin        | Die ganze Welt braucht Liebe        | Tyska             | 5                  | 8                  | Inga semifinaler   | Inga semifinaler   |
| 1959                             | Ferry Graf            | Der K und K Kalypso aus Wien        | Tyska             | 9                  | 4                  | Inga semifinaler   | Inga semifinaler   |
| 1960                             | Harry Winter          | Du hast mich so fasziniert          | Tyska             | 7                  | 6                  | Inga semifinaler   | Inga semifinaler   |
| 1961                             | Jimmy Makulis         | Sehnsucht                           | Tyska             | 15                 | 1                  | Inga semifinaler   | Inga semifinaler   |
| 1962                             | Eleonore Schwarz      | Nur in der Wiener Luft              | Tyska             | 13                 | 0                  | Inga semifinaler   | Inga semifinaler   |
| 1963                             | Carmela Corren        | Vielleicht geschieht ein Wunder     | Tyska, engelska   | 7                  | 16                 | Inga semifinaler   | Inga semifinaler   |
| 1964                             | Udo Jürgens           | Warum nur, warum?                   | Tyska             | 6                  | 11                 | Inga semifinaler   | Inga semifinaler   |
| 1965                             | Udo Jürgens           | Sag ihr, ich laß sie grüßen         | Tyska             | 4                  | 16                 | Inga semifinaler   | Inga semifinaler   |
| 1966                             | Udo Jürgens           | Merci, Chérie                       | Tyska             | 1                  | 31                 | Inga semifinaler   | Inga semifinaler   |
| 1967                             | Peter Horton          | Warum es hunderttausend Sterne gibt | Tyska             | 14                 | 2                  | Inga semifinaler   | Inga semifinaler   |
| 1968                             | Karel Gott            | Tausend Fenster                     | Tyska             | 13                 | 2                  | Inga semifinaler   | Inga semifinaler   |
| Deltog inte mellan 1969 och 1970 |                       |                                     |                   |                    |                    |                    |                    |
| 1971                             | Marianne Mendt        | Musik                               | Tyska             | 16                 | 66                 | Inga semifinaler   | Inga semifinaler   |
| 1972                             | The Milestones        | Falter im Wind                      | Tyska             | 5                  | 100                | Inga semifinaler   | Inga semifinaler   |
| Deltog inte mellan 1973 och 1975 |                       |                                     |                   |                    |                    |                    |                    |
| 1976                             | Waterloo & Robinson   | My Little World                     | Engelska          | 5                  | 80                 | Inga semifinaler   | Inga semifinaler   |
| 1977                             | Schmetterlinge        | Boom Boom Boomerang                 | Tyska, engelska   | 17                 | 11                 | Inga semifinaler   | Inga semifinaler   |
| 1978                             | Springtime            | Mrs. Caroline Robinson              | Tyska             | 15                 | 14                 | Inga semifinaler   | Inga semifinaler   |
| 1979                             | Christina Simon       | Heute in Jerusalem                  | Tyska             | 18                 | 5                  | Inga semifinaler   | Inga semifinaler   |
| 1980                             | Blue Danube           | Du bist Musik                       | Tyska             | 8                  | 64                 | Inga semifinaler   | Inga semifinaler   |
| 1981                             | Marty Brem            | Wenn du da bist                     | Tyska             | 17                 | 20                 | Inga semifinaler   | Inga semifinaler   |
| 1982                             | Mess                  | Sonntag                             | Tyska             | 9                  | 57                 | Inga semifinaler   | Inga semifinaler   |
| 1983                             | Westend               | Hurricane                           | Tyska             | 9                  | 53                 | Inga semifinaler   | Inga semifinaler   |
| 1984                             | Anita                 | Einfach weg                         | Tyska             | 19                 | 5                  | Inga semifinaler   | Inga semifinaler   |
| 1985                             | Gary Lux              | Kinder dieser Welt                  | Tyska             | 8                  | 60                 | Inga semifinaler   | Inga semifinaler   |
| 1986                             | Timna Brauer          | Die Zeit ist einsam                 | Tyska             | 18                 | 12                 | Inga semifinaler   | Inga semifinaler   |
| 1987                             | Gary Lux              | Nur noch Gefühl                     | Tyska             | 20                 | 8                  | Inga semifinaler   | Inga semifinaler   |
| 1988                             | Wilfried              | Lisa Mona Lisa                      | Tyska             | 21                 | 0                  | Inga semifinaler   | Inga semifinaler   |
| 1989                             | Thomas Forstner       | Nur ein Lied                        | Tyska             | 5                  | 97                 | Inga semifinaler   | Inga semifinaler   |
| 1990                             | Simone Stelzer        | Keine Mauern mehr                   | Tyska             | 10                 | 58                 | Inga semifinaler   | Inga semifinaler   |
| 1991                             | Thomas Forstner       | Venedig im Regen                    | Tyska             | 22                 | 0                  | Inga semifinaler   | Inga semifinaler   |
| 1992                             | Tony Wegas            | Zusammen geh'n                      | Tyska             | 10                 | 63                 | Inga semifinaler   | Inga semifinaler   |
| 1993                             | Tony Wegas            | Maria Magdalena                     | Tyska             | 14                 | 32                 | Inga semifinaler   | Inga semifinaler   |
| 1994                             | Petra Frey            | Für den Frieden der Welt            | Tyska             | 17                 | 19                 | Inga semifinaler   | Inga semifinaler   |
| 1995                             | Stella Jones          | Die Welt dreht sich verkehrt        | Tyska             | 13                 | 67                 | Inga semifinaler   | Inga semifinaler   |
| 1996                             | George Nussbaumer     | Weil's dr guat got                  | Tyska             | 10                 | 68                 | 6                  | 80                 |
| 1997                             | Bettina Soriat        | One Step                            | Tyska             | 21                 | 12                 | Inga semifinaler   | Inga semifinaler   |
| Deltog inte 1998                 |                       |                                     |                   |                    |                    |                    |                    |
| 1999                             | Bobbie Singer         | Reflection                          | Engelska          | 10                 | 65                 | Inga semifinaler   | Inga semifinaler   |
| 2000                             | The Rounder Girls     | All to You                          | Engelska          | 14                 | 34                 | Inga semifinaler   | Inga semifinaler   |
| Deltog inte 2001                 |                       |                                     |                   |                    |                    |                    |                    |
| 2002                             | Manuel Ortega         | Say a Word                          | Engelska          | 18                 | 26                 | Inga semifinaler   | Inga semifinaler   |
| 2003                             | Alf Poier             | Weil der Mensch zählt               | Tyska             | 6                  | 101                | Inga semifinaler   | Inga semifinaler   |
| 2004                             | Tie Break             | Du bist                             | Tyska             | 21                 | 9                  | Direktkvalificerad | Direktkvalificerad |
| 2005                             | Global Kryner         | Y así                               | Engelska, spanska | Kvalificerade inte | Kvalificerade inte | 21                 | 30                 |
| Deltog inte 2006                 |                       |                                     |                   |                    |                    |                    |                    |
| 2007                             | Eric Papilaya         | Get a Life – Get Alive              | Engelska          | Kvalificerade inte | Kvalificerade inte | 27                 | 4                  |
| Deltog inte mellan 2008 och 2010 |                       |                                     |                   |                    |                    |                    |                    |
| 2011                             | Nadine Beiler         | The Secret Is Love                  | Engelska          | 18                 | 64                 | 7                  | 69                 |
| 2012                             | Trackshittaz          | Woki mit deim Popo                  | Tyska             | Kvalificerade inte | Kvalificerade inte | 18                 | 8                  |
| 2013                             | Natália Kelly         | Shine                               | Engelska          | Kvalificerade inte | Kvalificerade inte | 14                 | 27                 |
| 2014                             | Conchita Wurst        | Rise Like a Phoenix                 | Engelska          | 1                  | 290                | 1                  | 169                |
| 2015                             | The Makemakes         | I Am Yours                          | Engelska          | 26                 | 0                  | Värdland           | Värdland           |
| 2016                             | Zoë Straub            | Loin d'ici                          | Franska           | 13                 | 151                | 7                  | 170                |
| 2017                             | Nathan Trent          | Running on Air                      | Engelska          | 16                 | 93                 | 7                  | 147                |
| 2018                             | Cesár Sampson         | Nobody but You                      | Engelska          | 3                  | 342                | 4                  | 231                |
| 2019                             | Pænda                 | Limits                              | Engelska          | Kvalificerade inte | Kvalificerade inte | 17                 | 21                 |
| 2020                             | Vincent Bueno         | Alive                               | Engelska          | Tävlingen inställd | Tävlingen inställd | Tävlingen inställd | Tävlingen inställd |
| 2021                             | Vincent Bueno         | Amen                                | Engelska          | Kvalificerade inte | Kvalificerade inte | 12                 | 66                 |
| 2022                             | LUM!X feat. Pia Maria | Halo                                | Engelska          | Kvalificerade inte | Kvalificerade inte | 15                 | 42                 |
| 2023                             | Teya & Salena         | Who The Hell Is Edgar?              | Engelska          | 15                 | 120                | 2                  | 137                |
| 2024                             | Kaleen                | We Will Rave                        | Engelska          | 24                 | 24                 | 9                  | 46                 |
| 2025                             | JJ                    | Wasted Love                         | Engelska          | 1                  | 436                | 5                  | 104                |

## Röstningshistorik (1976–2018)
Följande poäng gäller endast finaler och inte semifinaler. Österrike har givit mest poäng till...
| Nr | Land           | Poäng |
| -- | -------------- | ----- |
| 1  | Storbritannien | 189   |
| 2  | Irland         | 172   |
| 3  | Sverige        | 171   |
| 4  | Tyskland       | 144   |
| 5  | Frankrike      | 143   |

Österrike har mottagit mest poäng från...
| Nr | Land           | Poäng |
| -- | -------------- | ----- |
| 1  | Storbritannien | 126   |
| 2  | Belgien        | 121   |
| 3  | Irland         | 103   |
| 4  | Sverige        | 100   |
| 5  | Tyskland       | 97    |